# زين أباد (شبستر)
زين‌ أباد هي قرية في مقاطعة شبستر، إيران. عدد سكان هذه القرية هو 887 في سنة 2006.